# Rimtåge
Rimtåge er tåge, hvor temperaturen på vanddråberne i tågen er faldet til under frysepunktet, og vanddråberne er underkølet. Ved berøring af f.eks. træer og buske fryser dråberne derved til is.